# Enchanted (nhạc phim)
Enchanted là album nhạc phim của bộ phim cùng tên. Album được phát hành vào ngày 20 tháng 11 năm 2007 bởi Walt Disney Records và bao gồm 15 bài hát, trong đó có năm bài hát gốc được sử dụng trong phim cùng với phần nhạc nền của bộ phim. Được Kevin Kliesch, Danny Troob và Blake Neely phối cho dàn nhạc, các bài hát và nhạc nền được chỉ huy bởi Michael Kosarin và thể hiện bởi dàn nhạc giao hưởng Hollywood Studio Symphony. Mặc dù "Ever Ever After" không được phát hành dưới dạng một single, một video bài hát của bài hát này đã được sản xuất và đính kèm trên đĩa CD.

## Danh sách bài hát
1. "True Love's Kiss" (Amy Adams và James Marsden thể hiện) – 3:13
2. "Happy Working Song" (Amy Adams thể hiện) – 2:11
3. "That's How You Know" (Amy Adams thể hiện) – 3:49
4. "So Close" (Jon McLaughlin thể hiện)" – 3:49
5. "Ever Ever After" (Carrie Underwood thể hiện) – 3:31
6. "Andalasia" – 1:47
7. "Into the Well" – 4:42
8. "Robert Says Goodbye" – 3:16
9. "Nathaniel and Pip" – 4:03
10. "Prince Edward's Search" – 2:24
11. "Girls Go Shopping" – 1:41
12. "Narissa Arrives" – 1:34
13. "Storybook Ending" – 10:44
14. "Enchanted Suite" – 4:36
15. "That's Amore" (James Marsden thể hiện) – 3:07